# Baksiganj
Baksiganj är ett underdistrikt i Bangladesh. Det ligger i den norra delen av landet, 180 kilometer norr om huvudstaden Dhaka.
Trakten runt Baksiganj består till största delen av jordbruksmark. Runt Baksiganj är det mycket tätbefolkat, med 1 056 invånare per kvadratkilometer.